# Het leven volgens Nino
Het leven volgens Nino is een Nederlandse familiefilm uit 2014 van Simone van Dusseldorp met Rohan Timmermans, Koen De Graeve en Arend Bouwmeester. De film vertelt het verhaal van een gezin dat is uitgegroeid tot een disfunctionele familie na de dood van een moeder. Het wordt verteld vanuit het oogpunt van de jongste zoon Nino.

## Verhaal
Het leven lijkt perfect voor Nino. Hij heeft een goede band met zijn oudere broer en ouders die veel van hem houden en die ook nog veel van elkaar houden. Nino is jarig en hoopt een hond te krijgen. Als hij ziet dat zijn moeder aan komt lopen, dan verstopt hij zich weer onder zijn dekens alsof hij nog slaapt. Zijn moeder zet de kooi langs zijn bed en gaat weer naar beneden. Nino haalt het doek van de kooi en ziet een konijn. Hij besluit het konijn te accepteren en noemt hem Bobby. Later 's avonds als zijn moeder het eten probeert te maken, verbrandt het in de oven. De moeder gaat dan friet halen. De kinderen gaan ondertussen samen met hun vader een spel spelen op de spelcomputer. Dan gaat de telefoon, vader neemt op en krijgt te horen dat zijn vrouw is verongelukt. De vader loopt naar zijn kamer en sluit zich daar op zonder enige uitleg aan zijn zoons die met verbazing achterblijven. Dan is het 1 jaar later. Vader heeft zich nog steeds opgesloten op zijn kamer en leeft op pillen, Nino woont in een tent in de daktuin samen met Bobbie en Lucas slaapt overdag en is 's nachts van huis. Het huis is een puinhoop. Als Nino op een nacht zijn broer volgt, raakt hij voor zijn gevoel zijn broer kwijt aan de bende waar zijn broer deel van uitmaakt. Als vlak daarna een politieagent te paard voorbij komt, hoort hij het paard praten. Op dat moment dringt het nog niet tot hem door. De volgende ochtend wordt Nino wakker in de stad en hoort alle dieren in de omgeving praten. Hij gaat vlug naar huis en kijkt of hij ook met Bobbie kan praten en zowaar Bobbie praat terug. Nino heeft een nieuwe beste vriend gevonden. Als op een dag vader in de jurk van moeder in de tuin komt en alles gaat besproeien denkt Nino even zijn moeder te zien. Als hij ziet dat het zijn vader is, wordt Nino gek. Lucas komt vlug te hulp en duwt vader naar binnen. Als de buren poolshoogte komen nemen geven ze Nino de tip dat de politie hen kan helpen. Hierop besluit Nino de politie te bellen. Als de politie aan de deur komt, haalt Lucas Nino over om ze toch weg te sturen op voorwaarde dat Nino 's nachts met hem mee mag. Een paar dagen later komt de jeugdhulpverlener die mee was met de politie nog een keer langs en loopt het huis binnen via de openstaande voordeur. Als hij wordt weggestuurd door Lucas laat hij nog wel een brief achter waarin gedreigd wordt met uithuisplaatsing. Lucas realiseert zich dat de enige oplossing is om vader weer een echte vader te laten worden. Tijdens het gesprek met de jeugdhulpverlener wordt aangegeven dat ze nog een kans krijgen. Als uit cameratoezicht blijkt dat het toch een functioneel gezin is, mogen de kinderen thuisblijven. De familie gaat een toneelstukje opvoeren, waaruit het lijkt alsof het een normaal functionerend gezin is. Op een avond tijdens het televisiekijken krijgt de vader een terugval. Nino weet net te voorkomen dat dit op beeld komt, door Bobbie bij de camera te plaatsen. In het gesprek daarna met de jeugdhulpverlener wordt het smoesje waarom de camera opeens niet meer functioneerde geaccepteerd en het jeugdhulpverleningstraject wordt afgesloten. Als het gezin weer thuiskomt, is daar de bende van Lucas. Hij wil met hen meegaan, maar mag dat niet van zijn vader. Hij mag wel zijn vrienden thuis uitnodigen. Lucas gaat er toch vandoor met de bende. Nino gaat met zijn vader naar binnen, als het er op lijkt dat zijn vader een terugval krijgt, gaat Nino op zoek naar zijn broer en laat Bobbie bij zijn vader achter. Vader besluit op zoek te gaan naar zijn zoons. Nino ziet zijn broer hangen aan een metalen uithangbord boven de weg. Als zijn broer valt en dreigt overreden te worden, duwt hij zijn broer aan de kant en wordt zelf aangereden. Lucas en hun vader die net aangekomen is, schrikken hier heel erg van. Samen brengen ze Nino naar het ziekenhuis. Na onderzoek blijkt uiteindelijk het letsel mee te vallen. Nino heeft een arm in het gips en een pleister op zijn hoofd. Ze gaan met z'n drieën naar huis. Als Nino met Bobbie wil praten over wat er gebeurd is, blijkt dat hij niet meer met dieren kan praten. Nino legt zich er bij neer en gaat zoals vroeger weer doen alsof Bobbie kan terugpraten.

## Rolverdeling
| Acteur            | Personage | Opmerkingen  |
| ----------------- | --------- | ------------ |
| Koen De Graeve    | Bruno     | vader        |
| Rifka Lodeizen    | Maria     | moeder       |
| Rohan Timmermans  | Nino      | jongste zoon |
| Arend Bouwmeester | Lucas     | oudste zoon  |
| Serena Bank       | Ziggy     |              |

## Prijs
- Cinekid editie 2014: Cinekid Award voor beste kinderfilm..
- CMS, international children's film festival 2016: Sh Jagdish Gandhi Special Jury Award